# Prionosternum scutatum
Prionosternum scutatum là một loài nhện trong họ Lamponidae. Loài này được phát hiện ở Tây Úc.